# Franz de Paula Gundaker von Colloredo-Mansfeld
Franz de Paula Gundaker von Colloredo-Mansfeld (Vienna, 28 maggio 1731 – Vienna, 27 ottobre 1807) è stato un diplomatico e politico austriaco.
Fu l'ultimo vice cancelliere del Sacro Romano Impero.

## Biografia
Figlio del vice cancelliere del Sacro Romano Impero, Rudolph Joseph von Colloredo-Waldsee, uno dei suoi fratelli fu il noto arcivescovo di Salisburgo, Hieronymus von Colloredo, primo datore di lavoro del celebre musicista e compositore austriaco Wolfgang Amadeus Mozart.
Avviato alla carriera diplomatica dal padre, nel 1753 riuscì ad essere nominato consigliere aulico dell'imperatore. Venne quindi destinato da Francesco Stefano a missioni diplomatiche estere ed in particolare si occupò attivamente di rappresentare la parola dell'imperatore nelle elezioni dei principi spirituali nel Sacro Romano Impero. Nel 1760 fu messo ufficiale alla corte francese per la preparazione del matrimonio tra l'allora arciduca Giuseppe e l'infanta Isabella di Borbone-Parma. Nel 1766 venne nominato membro del Consiglio Privato dell'imperatore. Nel 1764 si recò a Francoforte sul Meno dove aveva sede la dieta tedesca ed e riportò all'imperatrice Maria Teresa la notizia dell'elezione di suo figlio Giuseppe II al titolo di re dei Romani. Tra il 1767 ed il 1770 fu inoltre ambasciatore imperiale in Spagna e, successivamente, divenne il primo commissario imperiale a Wetzlar.
Nel 1788, dopo la morte del padre, assunse anche la gestione del patrimonio di famiglia che comprendeva vasti possedimenti in Boemia ed in Austria e gli succedette nel 1789 come vice cancelliere del Sacro Romano Impero. Durante la sua reggenza di questo incarico, gli fu impossibile bloccare la dissoluzione dell'Impero che terminò ufficialmente nel 1806 e con esso terminò anche il suo incarico di vice cancelliere.

## Matrimonio e figli
Il 6 gennaio 1771, Franz si sposò a Praga con sua cugina Maria Isabella (1750-1794), figlia di Heinrich Franz von Mansfeld, principe di Fondi. Alla morte del suocero, dal momento che questi non aveva avuto eredi maschi, la sua linea della famiglia confluì in quella di Franz che ne incamerò anche le copiose sostanze. Da questo primo matrimonio nacquero tre figli e due figlie, tra cui il feldmaresciallo luogotenente Hieronymus von Colloredo-Mansfeld, il diplomatico e politico Ferdinand von Colloredo-Mansfeld ed il primo oberhofmeister dell'Impero austriaco, Rudolph Joseph von Colloredo-Mansfeld (1772-1843):
- Rudolf Joseph (1772-1843), III principe di Colloredo-Mannsfeld, sposò la contessa Filippina di Oettingen-Katzenstein
- Maria Gabriela (1773-1788)
- Maria Henrietta (1773-1814)
- Hieronymus Karl (1775-1822), generale, sposò la contessa Wilhelmina von Waldstein und Wartenberg
- Ferdinand Joseph de Paula (1777-1848), sposò in prime nozze Marie Margarethe von Ziegler ed in seconde nozze la baronessa Emilia von Metzburg

Dopo la morte della prima moglie, si risposò l'8 ottobre 1797 con la contessa Maria Josepha von Schrattenbach (1750-1805), già vedova del conte Guidobald von Dietrichstein e del conte Johann Joseph di Khevenhüller-Metsch, dalla quale però non ebbe altri figli.

## Ascendenza
|                                                |                                  |                                                  | Genitori                                     |  |  | Nonni |  |  | Bisnonni                |  |  | Trisnonni               |  |
|                                                |                                  |                                                  |                                              |  |  |       |  |  | Ferdinand von Colloredo |  |  | Fabius II von Colloredo |  |
|                                                |                                  |                                                  |                                              |  |  |       |  |  | Ferdinand von Colloredo |  |  | Fabius II von Colloredo |  |
|                                                |                                  | Claudia von Colloredo                            |                                              |  |  |       |  |  | Ferdinand von Colloredo |  |  |                         |  |
| Hyeronimus von Colloredo-Waldsee               |                                  |                                                  |                                              |  |  |       |  |  | Ferdinand von Colloredo |  |  |                         |  |
|                                                |                                  | Felicita Rabatta                                 | Giambattista Rabatta                         |  |  |       |  |  |                         |  |  |                         |  |
|                                                |                                  | Felicita Rabatta                                 | Giambattista Rabatta                         |  |  |       |  |  |                         |  |  |                         |  |
|                                                |                                  | Felicita Rabatta                                 | Isabella Catherina Thurn-Valsassina          |  |  |       |  |  |                         |  |  |                         |  |
| Rudolph Joseph von Colloredo-Waldsee           |                                  | Felicita Rabatta                                 |                                              |  |  |       |  |  |                         |  |  |                         |  |
|                                                |                                  | Wenceslaus Norbert Kinsky zu Wchinitz und Tettau | Jan Oktavian Kinsky von Wchinitz und Tettau  |  |  |       |  |  |                         |  |  |                         |  |
|                                                |                                  | Wenceslaus Norbert Kinsky zu Wchinitz und Tettau | Jan Oktavian Kinsky von Wchinitz und Tettau  |  |  |       |  |  |                         |  |  |                         |  |
|                                                |                                  | Wenceslaus Norbert Kinsky zu Wchinitz und Tettau | Margaretha Magdalena von Porcia und Brugnera |  |  |       |  |  |                         |  |  |                         |  |
| Felicita Kinsky von Wchinitz und Tettau        |                                  | Wenceslaus Norbert Kinsky zu Wchinitz und Tettau |                                              |  |  |       |  |  |                         |  |  |                         |  |
|                                                |                                  | Anna Franziska Barbara zu Martinicz              | Maximilián Valentin Bořita z Martinic        |  |  |       |  |  |                         |  |  |                         |  |
|                                                |                                  | Anna Franziska Barbara zu Martinicz              | Maximilián Valentin Bořita z Martinic        |  |  |       |  |  |                         |  |  |                         |  |
|                                                |                                  | Anna Franziska Barbara zu Martinicz              | Anna Katerina Bukůvková z Bukůvky            |  |  |       |  |  |                         |  |  |                         |  |
| Franz de Paula Gundaker von Colloredo-Mansfeld |                                  | Anna Franziska Barbara zu Martinicz              |                                              |  |  |       |  |  |                         |  |  |                         |  |
|                                                | Konrad Balthasar von Starhemberg | Paul Jackob von Starhemberg                      |                                              |  |  |       |  |  |                         |  |  |                         |  |
|                                                | Konrad Balthasar von Starhemberg | Paul Jackob von Starhemberg                      |                                              |  |  |       |  |  |                         |  |  |                         |  |
|                                                | Konrad Balthasar von Starhemberg | Dorothea von Stubenberg                          |                                              |  |  |       |  |  |                         |  |  |                         |  |
| Gundakar Thomas von Starhemberg                | Konrad Balthasar von Starhemberg |                                                  |                                              |  |  |       |  |  |                         |  |  |                         |  |
|                                                |                                  | Francesca Caterina Cavriani                      | Federico Carlo Cavriani                      |  |  |       |  |  |                         |  |  |                         |  |
|                                                |                                  | Francesca Caterina Cavriani                      | Federico Carlo Cavriani                      |  |  |       |  |  |                         |  |  |                         |  |
|                                                |                                  | Francesca Caterina Cavriani                      | Elisabeth von Meggau                         |  |  |       |  |  |                         |  |  |                         |  |
| Maria Gabriella von Starhemberg                |                                  | Francesca Caterina Cavriani                      |                                              |  |  |       |  |  |                         |  |  |                         |  |
|                                                |                                  | Johann Quintin Jorger zu Tollet                  | Johann Helfreich Jörger von Tollet           |  |  |       |  |  |                         |  |  |                         |  |
|                                                |                                  | Johann Quintin Jorger zu Tollet                  | Johann Helfreich Jörger von Tollet           |  |  |       |  |  |                         |  |  |                         |  |
|                                                |                                  | Johann Quintin Jorger zu Tollet                  | Elise Polyxena von Althann                   |  |  |       |  |  |                         |  |  |                         |  |
| Maria Josepha Joerger zu Tollet                |                                  | Johann Quintin Jorger zu Tollet                  |                                              |  |  |       |  |  |                         |  |  |                         |  |
|                                                |                                  | Maria Rosalia von Losenstein-Gschwendt           | Georg Achaz von Losenstein-Gschwendt         |  |  |       |  |  |                         |  |  |                         |  |
|                                                |                                  | Maria Rosalia von Losenstein-Gschwendt           | Georg Achaz von Losenstein-Gschwendt         |  |  |       |  |  |                         |  |  |                         |  |
|                                                |                                  | Maria Rosalia von Losenstein-Gschwendt           | Maria Franziska von Mansfeld-Vordeort        |  |  |       |  |  |                         |  |  |                         |  |
|                                                |                                  | Maria Rosalia von Losenstein-Gschwendt           |                                              |  |  |       |  |  |                         |  |  |                         |  |